# Kotani Kimi
Kotani Kimi (japanisch 小谷 喜美; geboren 10. Januar 1901 in Miura (Präfektur Kanagawa); gestorben 9. September 1971) war eine japanische Religionsgründerin. 

## Leben und Wirken
Kotani Kimi wurde als Tochter einer armen Familie geboren, die sich halb mit Landwirtschaft und halb vom Fischfang ernährte. Sie heiratete im Alter von 17 Jahren einen Fischer, der aber bald darauf starb. Sie zog kurz nach seinem Tod nach Tokio und heiratete im Alter von 27 Jahren Kotani Yasuyoshi (小谷 安吉; 1885–1929), der jedoch auch bald starb.
Unter dem Einfluss des jüngeren Bruders ihres Mannes, Kubo Kakutarō, er war von der Familie Kubo adoptiert worden, wurde sie eine Anhängerin des Hokke-Richtung des Buddhismus. 1930 war dann der offizielle Beginn einer eigenen Hokke-Glaubensvereinigung, der „Reiyukai“ (霊友会), die sie zusammen mit Kakutarō leitete. Als Bekehrerin und Glaubensheilerin lehrte sie, dass Leiden aus moralischen Mängeln entstehen und dass echte Reue zum Zurechtkommen in der Welt führen kann. Sie setzte sich auch für die Werte der traditionellen Familie ein. Nach dem Zweiten Weltkrieg eroberte sie die Herzen von Hausfrauen, die sich Sorgen um das schlechte Leben in den Wirren nach dem Krieg machten.
Kotani fehlte es jedoch an Führungskraft, und so spaltete sich die Reiyukai in viele Sekten, darunter die „Risshō Kōseikai“ (立正佼成会). Bestattet wurde Kotani auf dem Friedhof Tama in der Präfektur Tokio.